# Piąty rząd Izraela
Piąty rząd Izraela – rząd Izraela, sformowany 26 stycznia 1954, którego premierem został Mosze Szaret z Mapai. Rząd został powołany przez koalicję mającą większość w Knesecie II kadencji, po rezygnacji Dawida Ben Guriona, premiera poprzedniej rady ministrów. Funkcjonował do 29 czerwca 1955, kiedy to powstał kolejny rząd również pod przywództwem Moszego Szareta.